# نوا لايلز
نوا لايلز (بالإنجليزية: Noah Lyles)‏ (مواليد 18 يوليو 1997) هو لاعب سباقات المضمار والميدان أمريكي، فاز بالميدالة الذهبية في سباق 200 متر في أولمبياد الشباب 2014، وفاز بالميدالة الذهبية في سباق 200 متر في بطولة العالم 2019.وحصد الميدالية الذهبية في الألعال الأولمبية الصيفية 2024 في باريس بفوزه في سباق 100 متر بزمن قدره 9.79 ثانية.

## روابط خارجية
- نوا لايلز على موقع الاتحاد الدولي لألعاب القوى (الإنجليزية)
- نوا لايلز على موقع الاتحاد الأمريكي لسباقات المضمار والميدان (الإنجليزية)
- نوا لايلز على موقع الدوري الماسي (الإنجليزية)
- نوا لايلز على موقع اللجنة الأولمبية الدولية (الإنجليزية)
- نوا لايلز على موقع أوليمبيديا (الإنجليزية)
- نوا لايلز على موقع اللجنة الأولمبية والبارالمبية الأمريكية (الإنجليزية)